# Лінчування
Суд Лінча — самосуд у США, призначення та виконання кари не уповноваженими на це особами; метод діяльності агресивно налаштованого населення, Ку-клукс-клану тощо.

## Опис

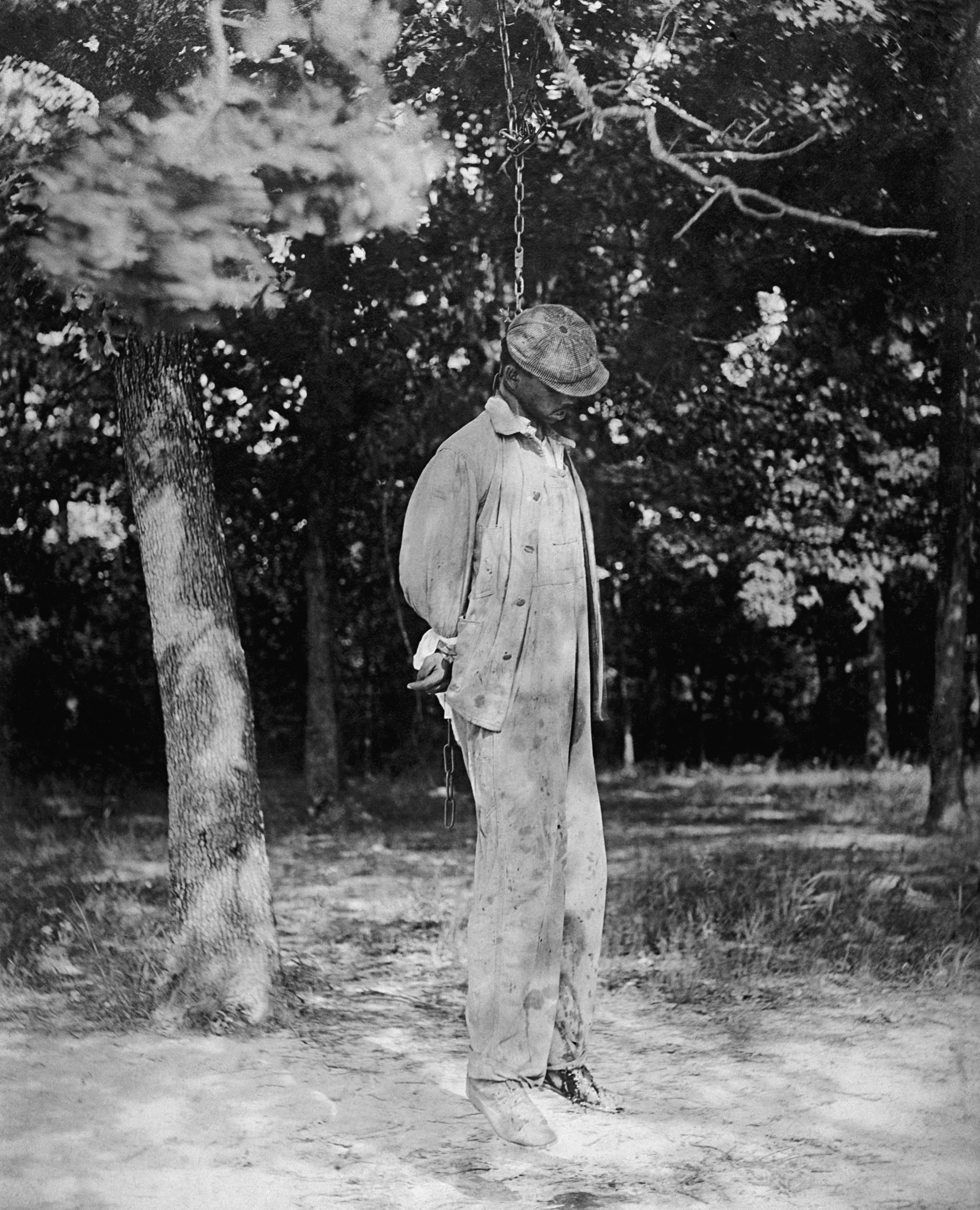
Лінчований афроамериканець. 1925

За однією з версій, дістав назву на честь судді зі штату Вірджинія часів Війни за незалежність Чарльза Лінча. За іншою — від прізвища капітана Вільяма Лінча, який ввів в окрузі Піттсильванія (штат Вірджинія) «закон Лінча» про позаправні тілесні покарання 1780 року.
Виникнення суду Лінча як систематичної практики датується кінцем 1860-х років, коли після поразки в Громадянській війні Південь США окупували війська Півночі: землі масово скуповували північні ділки, так звані карпетбеггери, а афроамериканське населення, оголошене в ході війни абсолютно вільним від рабства, мстило своїм колишнім господарям. Для боротьби з північними окупантами, а особливо з вивільненими афроамериканцями була заснована таємна організація Ку-клукс-клан, члени якої широко практикували «суди Лінча». Цей (так званий Перший) Ку-клукс-клан був розгромлений федеральним урядом у 1870-ті роки, але терор проти афроамериканців не припинився. На зміну рабству прийшла сегрегація, закріплена законодавчо (т. зв. Закони Джима Кроу), а також неписаний етикет, якого мали дотримуватися афроамериканці. За скоєння злочинів проти загального закону (вбивство, грабіж, зґвалтування білих), законів Джима Кроу або неписаних правил поведінки, афроамериканець міг зазнати лінчування. Лінчували також учасників страйків, афроамериканських фермерів та інших осіб, які загрожували економічним інтересам білої більшості. Пік кількості лінчування припав на 1892 (151 жертва), були нові сплески у 1910-х роках, тоді ж заснували «другий» Ку-клукс-клан, оспіваний Девідом Гриффітом у фільмі «Народження нації».
Поряд з афроамериканцями, лінчуванню піддавалися також білі американці, насамперед італійці (за підозрою у співпраці з мафією), євреї (популярність одержало лінчування єврея Лео Франка 1915 року), англомовні католики тощо. Загалом у Сполучених Штатах у 1882-1968 (передусім у 1882-1920) лінчували приблизно 3500 афроамериканців і 1300 білих.
Лінчування здійснювалося зазвичай через повішення, проте могло супроводжуватися тортурами або спаленням на вогнищі. Більш м'яким покаранням було віддання обвинувачуваного ганьбі, для чого його обмазували дьогтем, вивалювали в пір'ї, саджали верхи на колоду і в такому вигляді проносили через усе місто. Після цього засуджений отримував свободу, але зазвичай мусив залишити місто. Нерідко в суді Лінча брали участь не просто неорганізовані натовпи, а законні судді, мери невеликих міст, шерифи; про місце й час лінчування повідомлялося заздалегідь, як при законній страті, були фотографи, іноді влаштовувалися шоу.
У 1900-і роки в моду ввійшли листівки з зображенням повішених жертв «суду Лінча», поряд з якими позують його учасники; вони посилали їх родичам із коментарями на кшталт «Мамо, це я зліва». Федеральний уряд заборонив такого роду поштову продукцію 1908 року, але її нелегально друкували, і вона все ще була в обігу до 1930-х років.
Хоча суди Лінча часто засуджував федеральний уряд (особливо Республіканська партія), законної протидії цим акціям фактично не було — влада південних штатів і округів зазвичай складалася з осіб, що бачили в «судах Лінча» самооборону від безчинств афроамериканців.
Боротьбу з лінчуванням під тиском громадської думки почали президенти-демократи Ф. Д. Рузвельт (який, проте, 1936 року не наважився ухвалити жорсткі закони проти лінчування, боячись втратити підтримку південних виборців) і особливо Г. Трумен. Після Другої світової війни лінчування перетворилося на поодинокі випадки, зазвичай пов'язані з приватним терором груп начебто Ку-клукс-клану, і підлягало суворому розслідуванню.
Нині суд Лінча як системна практика не існує. В американському суспільстві зникла моральна підтримка для неї. Скасування законів Джима Кроу і фактичне зрівняння афроамериканців у правах у час правління президентів Дж. Кеннеді і Л. Джонсона позбавили масові акції проти афроамериканської правової підтримки.
Суд Лінча не зник у Болівії. І 2015 року місцеві жителі застосовували його через повішення для злодіїв, вважаючи це більш ефективним, ніж поліцію. У приватних будинках вішають на стовпі опудало, що попереджає злодія про найбільш зручний спосіб покарання. Найчастіше, при виникненні такого випадку поліція не встигає нічого запобігти. Покарання також ніхто не несе.